# グッドスマイルレーシング
グッドスマイルレーシング（GOODSMILE RACING、略称：GSR）は、東京都千代田区に所在するフィギュアメーカー、グッドスマイルカンパニーが運営するレーシングチーム。過去には企業化していたが現在はグッドスマイルカンパニー内に存在する。

## 概要
フィギュアメーカー、グッドスマイルカンパニーを母体として2009年に設立。主にアメリカ車のミニカー、既存のスケールモデルやラジコンカーを痛車仕様にするためのデカール等のアクセサリー、プラモデルの製作やデカール貼り付け用に使う道具、サイクルウェアなど自転車に乗る人向けのアパレル商品などを取り扱う。

### 商品
- GSRカーズ・アメリカンレジェンド・シリーズ
- GSRキャラクターカスタマイズシリーズ
- GSR Gear サイクルアパレルシリーズ

## 初音ミク GTプロジェクト
クリプトン・フューチャー・メディアの協力の下、『初音ミクGTプロジェクト』の名称で、バーチャルアイドル『初音ミク』のイラストをボディにあしらった痛車仕様のレーシングカーでSUPER GT・GT300クラスに参戦している。2009年以前はメインスポンサーとしての参加だったが、2010年よりチームオーナーとして参加、2014年からはエントラントとして参戦するようになった。

### 2010年

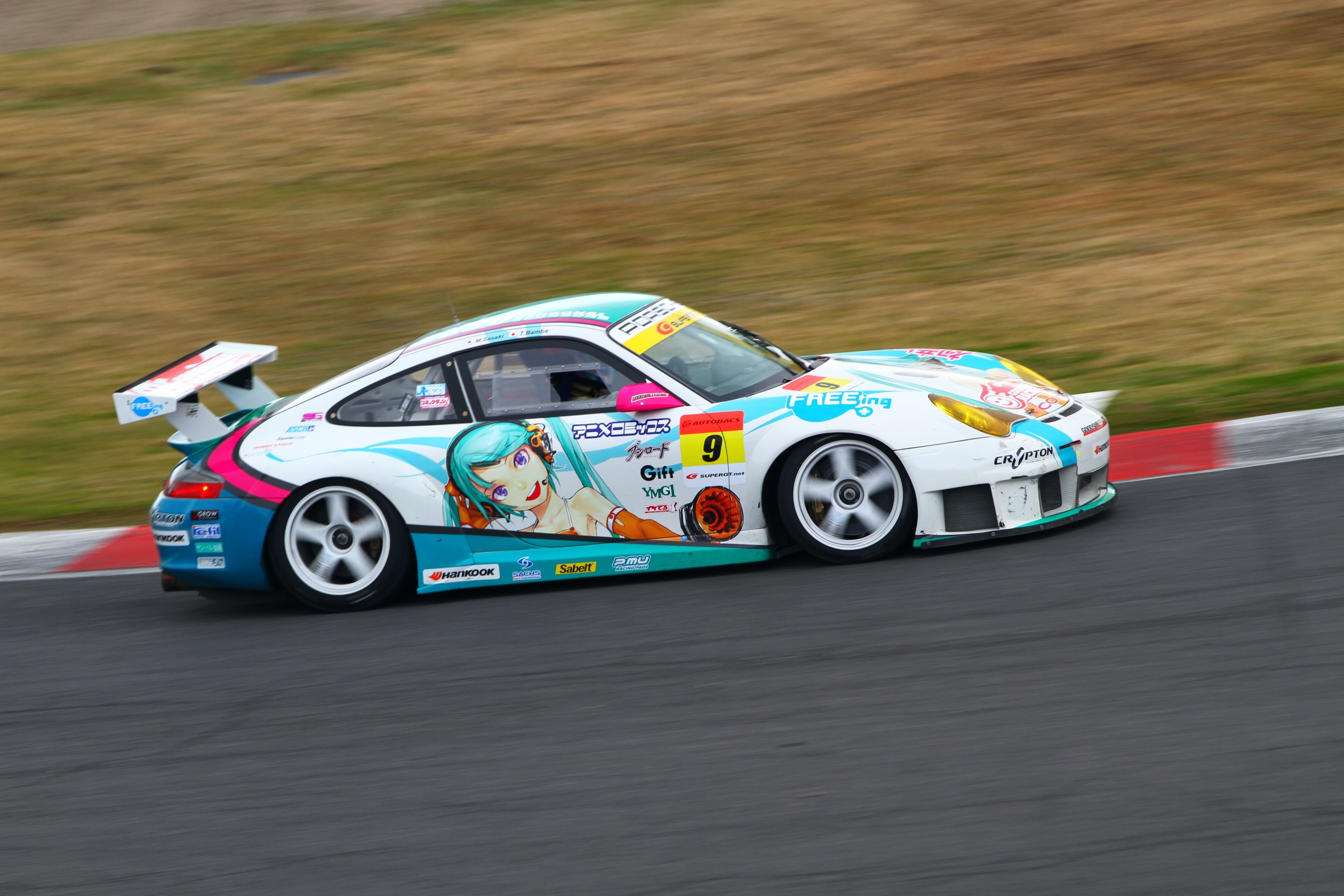
Porsche 996 GT3 RSR

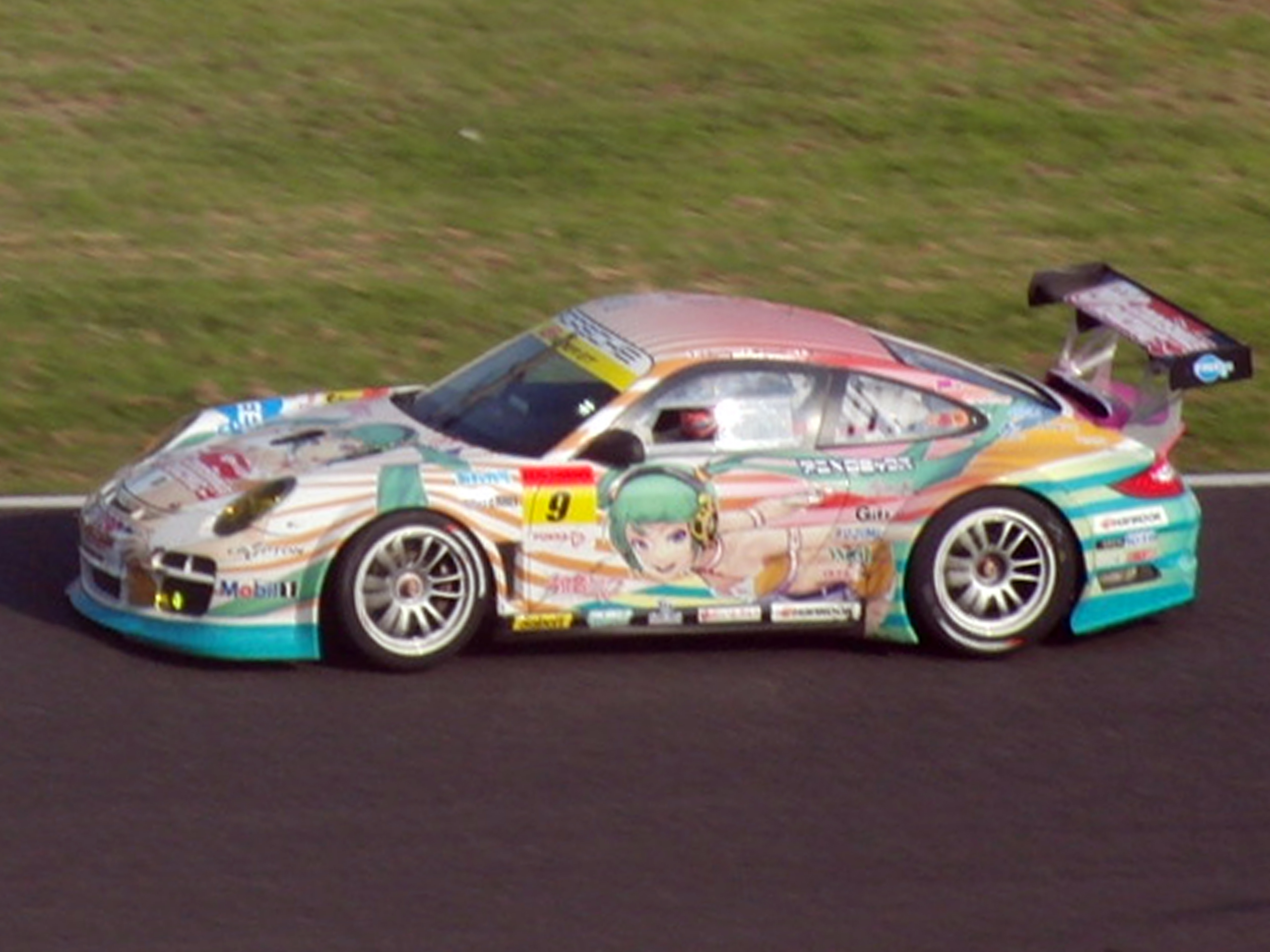
Porsche 997 GT3 R

2009年までStudie GLAD Racingが運営してきたチームが、2010年も「AS StudieRacing」として参戦する予定だったが、突如チームオーナーだったアドバンスステップが継続参戦を断念し、これまで通りのチーム運営ができなくなった。そこで体制維持のため、急遽メインスポンサーだったグッドスマイルレーシングがチームオーナーとなり、支援チームもコックスに変更、エントラント名称は「GOODSMILE RACING with COX」となった。Studie代表の鈴木康昭はスポーティングディレクターとして残留、総監督には大橋逸夫を起用した。合わせてレースカーもこれまでのBMW・Z4からポルシェ 996 GT3 RSRへと変更、第5戦からは997 GT3 Rを投入した。
これまでの基本コンセプトはそのまま継承し、初音ミクをあしらったレーシングカー、個人スポンサー制度などはそのまま行われる形となった。また新たに「レーシングミク」としてイラストレーターのredjuiceが新規デザインをてがけた。後にねんどろいどぷち用にレーシングリンとレーシングルカもデザインされ、さらに『初音ミク -Project DIVA- extend』で、レーシングメイコが新たに書き起こされている。
タイヤはハンコックを使用し、ドライバーは番場琢と佐々木雅弘で参戦した。第6戦の鈴鹿700kmでは、GT300クラスに#33 HANKOOK KTRで参戦し、ハンコックタイヤの開発ドライバーを務めている木下みつひろがサードドライバーとなり、予選4番手のタイムを記録した。
戦績は予選最高2位、決勝最高9位（共に第8戦）、10位も2回記録し、チームポイント16でランキング16位に入った。

### 2011年
2010年12月4日に鈴木スポーティングディレクターが再びBMW・Z4での参戦をブログで表明し、同月6日に行われたグッドスマイルレーシングの忘年会で正式にグッドスマイルレーシングとStudieによる体制で参戦すると発表された。
2011年2月6日に行われた体制発表会でその詳細が発表され、鈴木スポーティングディレクターがチーム代表に復帰、大橋逸夫が監督を継続し、グッドスマイルレーシング（グッドスマイルカンパニー）代表の安藝貴範がスーパーバイザーを務める。さらに片山右京率いる「TeamUKYO」がジョイント参加、エントラント名称を「GSR&Studie with TeamUKYO」としたほか、片山もスポーティングディレクターとなる。また、グッドスマイルカンパニーとパーソナルスポンサー契約を結んでいる小林可夢偉もスペシャルサポーターとしてチームを支援することとなった。
ドライバーは前年参加していた番場琢に加え、新たに谷口信輝が参加、メンテナンスガレージもRE雨宮のメンテナンスを担当していたRSファインが手がける。マシンはBMW Z4 GT3を投入することも発表された。なおカラーリングは「原点回帰」のコンセプトで09年仕様の物となっており、また今回の「レーシングミク」のイラストは村上ゆいちによるものを使用している。
6月18〜19日にセパン・インターナショナル・サーキットで行われた第3戦では初のポールポジションを獲得、さらに決勝もそのまま逃げ切り、Studie GLAD Racing時代から数えて4年目にして初優勝を達成。さらに、9月10〜11日の第6戦富士スピードウェイでは、90kgのウェイトハンデと性能調整（リストリクター径の縮小）を受けながらトップを快走。ポールトゥウィンで今季2勝目、国内戦の初優勝を飾り、ポイントランキングでも首位に浮上する。10月1〜2日の第7戦オートポリスで首位の座を明け渡すも、10月15〜16日の最終戦ツインリンクもてぎで3度目のポールトゥウィンで優勝、ポイントランキングで逆転し初のシリーズチャンピオンを獲得した。さらに、11月11〜13日に行われた富士スピードウェイでの特別戦（JAFグランプリ）でも、12日に谷口が、13日に番場が優勝し、スプリント戦も制覇する結果となった。

### 2012年

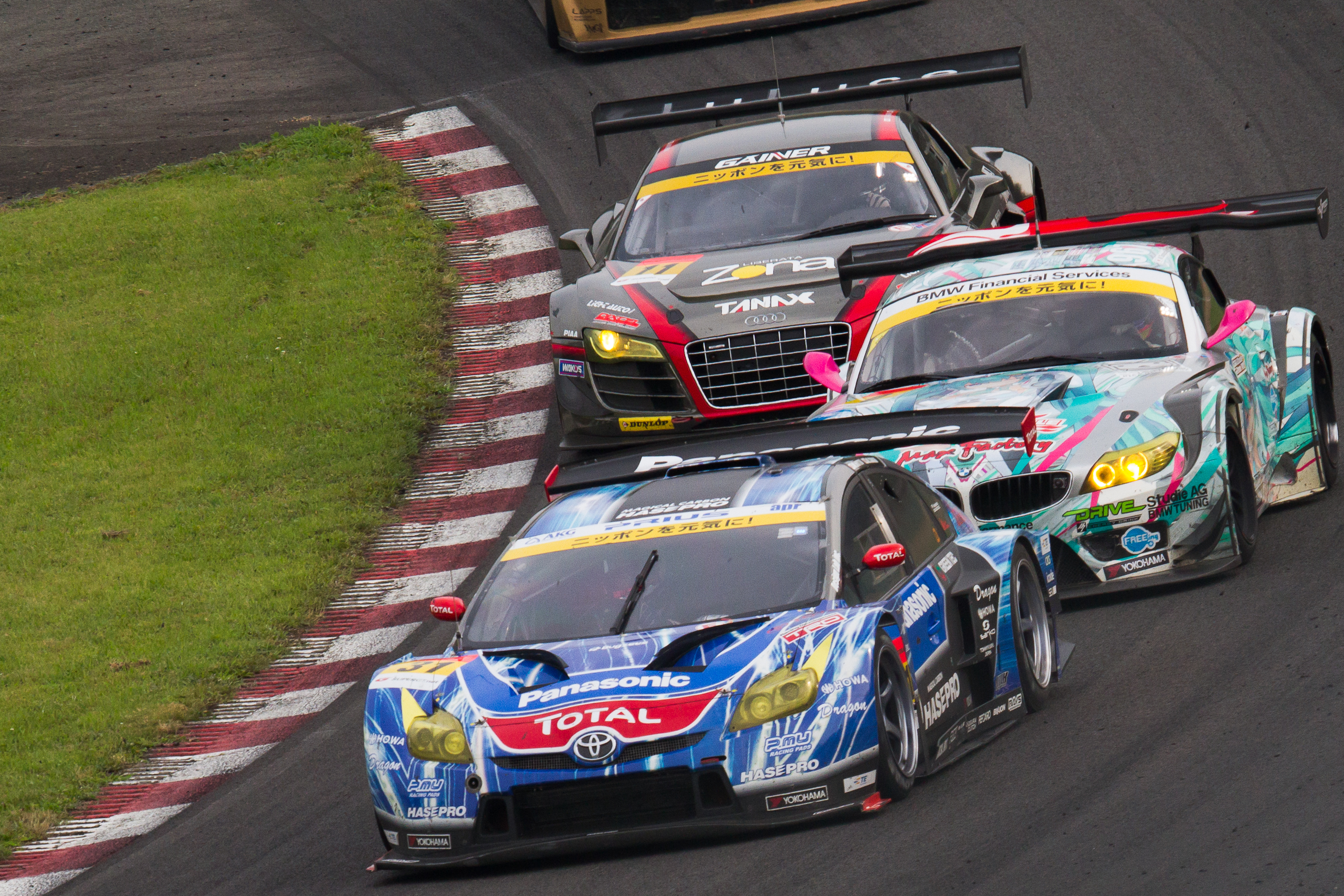
第4戦菅生にて（前から2台目の車輌）

2012年2月12日に体制発表会が行われ、前年同様BMW Z4 GT3を使用するが、チームとしては初の2台体制での参戦を発表した。チーム体制としては大橋が総監督に就任し、チーム代表の鈴木、スポーティングディレクターの片山、スーパーバイザーの安藝と前年と同じ首脳陣となる。また、BMWのカスタマー向けレースプログラム、『BMWカスタマーレーシング』のチームとしてBMWのサポートを受けることとなり、さらに第4戦以降はBMWジャパンからもサポートを受けることとなった。
チャンピオンナンバーを付ける0号車は2011年版のZ4 GT3の新車を投入、ドライバーは前年のAドライバーの谷口に加え、2009年のGT300クラスのチャンピオンで、2008年にスーパー耐久で谷口とコンビを組んでZ4でチャンピオン獲得経験のある片岡龍也が加入、監督は大橋総監督が務める。マシン名称は「GSR初音ミクBMW」となり、カラーリングはこれまでのレーシングミクのカラーリングを継承、今回のレーシングミクのデザインはGANが担当、コスチュームデザインをフィギュア原型師の浅井真紀が手がける。第4戦からは2012年仕様にアップデートを実施、これにより、2012年仕様が基準となっていたBOP（バランス・オブ・パフォーマンス）が2011年モデルに行われ、負担となっていた状態が改善される見込みとなる。
前年のゼッケンナンバーを付ける4号車は前年使用車両を2011年版にアップデートしたZ4 GT3を使用し、ドライバーは前年のBドライバーだった番場がAドライバーとなり、2010年以来の復帰となる佐々木雅弘とのコンビが復活、監督は片山スポーティングディレクターが務める。こちらはグッドスマイルカンパニーのフィギュア「ねんどろいど」のデザインを元にしたセガのゲームソフト「初音ミク and Future Stars Project mirai」とタイアップを行い、マシン名称は「GSR ProjectMirai BMW」となり、カラーリングはオレンジをベースとしたものとなる。
万全を期してシーズンに臨んだが、このシーズンの性能調整で使われるFIA GT1世界選手権でのBOPに苦しめられることとなる。0号車は第2戦富士で優勝するも、第3戦セパンではゴール間際に、第5戦鈴鹿ではレース序盤でいずれも燃料切れが起きるなどトラブルが発生した。4号車も第2戦で大クラッシュを起こし、修理費捻出のために個人スポンサーに「修理コース」を設けるという一幕もあった。全体として精彩を欠く結果となり、0号車は優勝1回3位1回を含む入賞6回の52ポイントで5位（チームランキング73ポイント4位）、4号車は第5戦の7位が最高で入賞2回6ポイントの22位（同22ポイント15位）で終わった。

### 2013年
2013年2月10日に体制発表会が行われ、「王座奪還」をテーマに1台体制に戻して参戦することを発表した。首脳陣はそのまま維持され、ドライバーは前年0号車を担当した谷口・片岡のコンビが務める。BMWのサポートも強化され、開幕戦からのフルサポートを受けられるようになるほか、第5戦の鈴鹿1000kmでは第3ドライバーとしてBMWのワークスドライバーであるヨルグ・ミューラーが起用されることも発表された。
4号車となるマシンは開幕からZ4 GT3の2013年モデルを使用、今回描かれる「レーシングミク」のデザインはsaitomが、またコスチュームデザインは島崎麻里が手がけている。また、セパン戦限りのレーシングミクもある。
この年も性能調整や他チームとの性能差に苦しみながらのレース展開となっていった。第1戦で2位に入るも、以後上位入賞ができず、第4戦ではノーポイントとなる。さらに第5戦では2位に入ったが、レース後の車両検査でリストリクターの規定違反が判明し失格となってしまう。しかしその後の第6戦、第7戦と連勝、最終的にはドライバーズポイント70、チームポイント87を獲得し、いずれの部門でも3位でシーズンを終えた。なお、アジアン・ル・マン・シリーズの第5戦にGT300クラスの車両が出場できたが、谷口・片岡の2人とも同日開催のスーパー耐久に出場している事に加え、チームとしてもマシンを酷使する事で今後のトラブルに対応できなくなると判断し、出場していない。

### 2014年
2013年12月23日に体制発表が行われ、これまでエントラントとしてプロジェクトに参加していたStudieが離脱、独立したチームを立ち上げる事を明らかにした。これに伴いGSRがエントラントとなって参戦する事を発表、エントラント名称も「GSR & TeamUKYO」に変更し、首脳陣は安藝がエントラント代表、片山がチーム監督、大橋がゼネラルマネージャーにそれぞれ就任、ドライバーは前年から引き続き谷口と片岡が担当する。メンテナンスもRSファインが継続して担当し、同じくメンテナンスを担当するStudieの新チームとの間でセッティング情報の共有を行う。なお、これまでエントラントを務めていたStudieに変わって新チームとして発足したため、レギュレーション上ではシード権等の権利はStudieが保持する事になる。ただし、ゼッケンナンバーの「4」についてはStudie側から譲渡を申し入れ、GSR側も承諾したため、GSRが付ける事となった。
マシンはZ4 GT3の2014年モデルを使用、今回描かれるレーシングミクのデザインはおぐちが担当し、アートディレクターをコヤマシゲトが担当するほか、Z4 GT3がロボットに変形する「モータロイド」の車体機構デザインを河森正治がそれぞれ担当する。
2014年シーズンは第1戦岡山、第2戦富士500kmと開幕から2連勝して幸先のいいスタートを切ったが、この2勝でウェイトハンデが80kgとなり負担となる。オートポリスの第3戦では500クラスとの接触でタイヤがバースト、菅生での第4戦では雨に翻弄され、ポイント圏外となる。第5戦の富士300kmもポイント獲得したものの、11号車のGAINER DIXCEL SLSがポイントを重ね、ランキング2位に転落する。しかしその後の第6戦鈴鹿1000kmで5位、第7戦ブリーラムで3位となりランキングトップに戻り、最終戦もてぎでは3位に入り、優勝したGAINERとは78点で同点になるも、2勝したGSRが優勝回数の差で3年ぶりのドライバーズタイトル獲得となった。一方チームポイントは96となり、GAINERが1ポイント差で逆転、2位となっている。

### 2015年

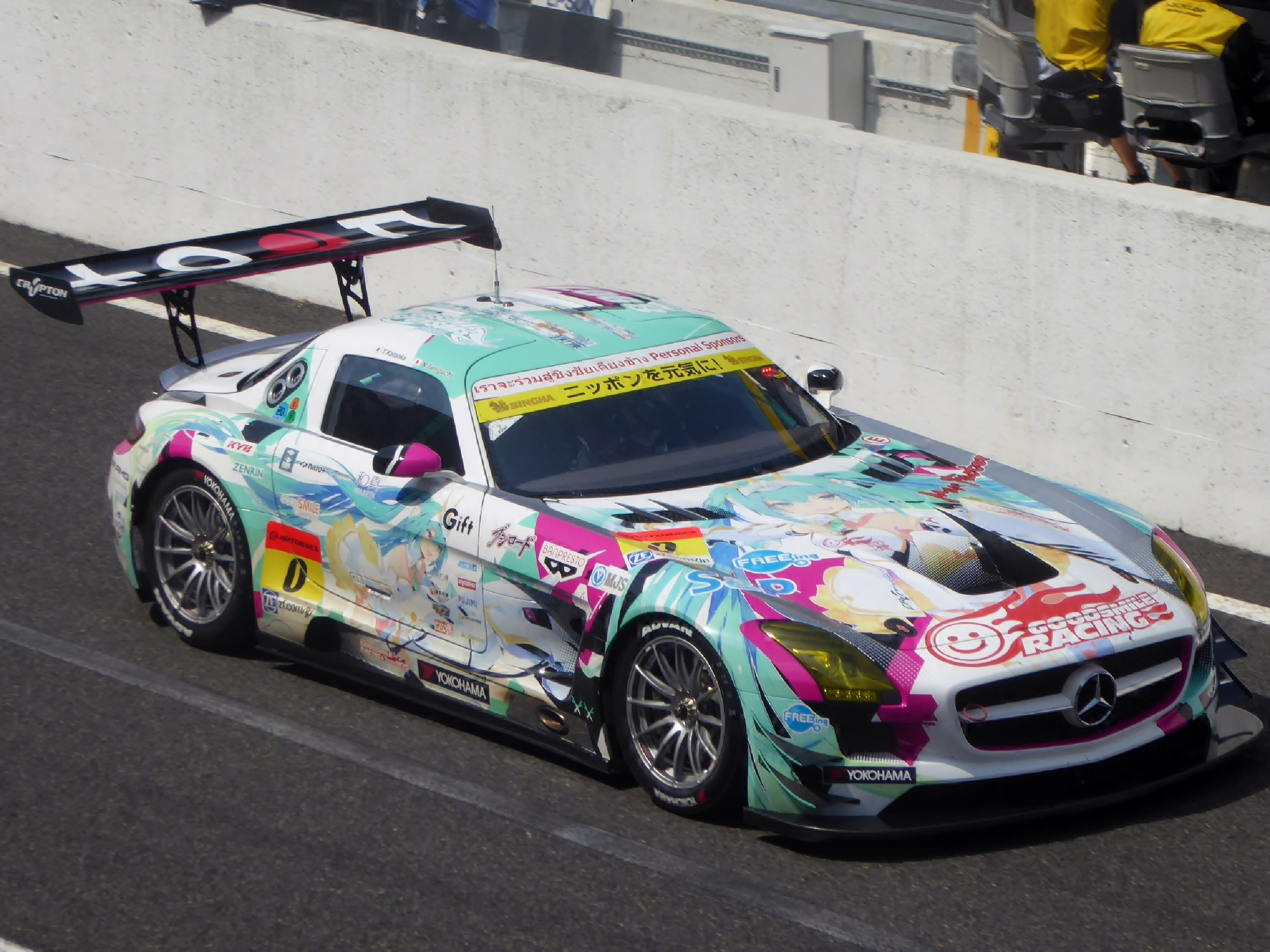
グッドスマイル初音ミクSLS

2014年12月23日に体制発表が行われ、ドライバーやスタッフには大きな変動が無く、ゼネラルマネージャーの大橋の役職がコミュニケーションディレクターに変更されたのみで前年と同じ体制となった。マシンはこれまでのZ4 GT3からメルセデス・ベンツ・SLS AMG GT3に変更する。2010年のポルシェ以来のZ4以外のマシン使用となる。なおこの車両について、来年度以降のAMG GT3開発のため2014年末の時点で既に生産が終了していたのだが、GSRとAMGの協議の末「最後の1台」として特例で新車が生産された。
今回のレーシングミクはタイキが手がけ、「姫騎士」のコンセプトでデザインされている。マシンデザインは草野剛が担当、アートディレクターは前年に引き続きコヤマシゲトが務める。また、この年からサポートレースとして開催されるFIA F4選手権でも、メンテナンスを手がけているRSファインがエントラントとして出場し、グッドスマイルレーシングもスポンサードしている。
2015年シーズンは、この年から参戦をしたマザーシャーシに対する優遇レギュレーションによって、JAF-GT勢及びGT-R以外のFIA-GT3は大苦戦する1年となる。メルセデス・ベンツ・SLS AMG GT3も例外ではなく開幕戦から苦戦が続く。また、ピットロードで前代未聞の渋滞に巻き揉まれる等運にも見放された1年となった。結局、最終戦では車種の特性を活かして2位表彰台に上るものの、1年を通して優勝はおろか表彰台もこのレースのみに終わる。なお、本シーズンではJAF-GT勢とGT-R以外に優勝を果たしたFIA-GT勢は皆無であった。
2015年11月25日のニコニコ生放送にて2011年のチャンピオンマシンがRSファインにて2座席化改造を完了したと発表された。

### 2016年
2015年12月23日に体制発表が行われ、ドライバーやスタッフは体制を維持しつつ、マシンをメルセデス・ベンツ・SLS AMG GT3からメルセデスAMG・GTに変更する事が発表された。今回のレーシングミクは米山舞がデザインを手がけ、アートディレクションはコヤマシゲトが引き続き担当する。
開幕戦・岡山で2位、最終戦・もてぎで3位と2度の表彰台を獲得するが、シーズン中盤はレース展開に恵まれず、終盤までチャンピオン争いを演じるものの、ドライバーズランキング・クラス7位、チームランキング・クラス5位でシリーズを終えた。

### 2017年
2016年12月23日に体制発表が行われ、長年チームを支えた大橋逸夫がチームを離れた。その他に変更は無く、「初音ミク Studie GLAD BMW Z4」での参戦から10周年を迎えるにあたって体制を堅持する形となった。レーシングミク2017ver.のイラストはTonyが担当する。
開幕戦の岡山では、予選で2番手につけ、決勝では2014年シーズン以来、3年ぶりの勝利を挙げた。その後も順調にポイントを重ねて第6戦鈴鹿1000㎞レースの時点でクラスランキングトップ、かつチーム創設以来初めてウェイトハンデ100kgを背負うことになる。第8戦もてぎでは片岡が自身のGTキャリア初のポールポジションをコースレコードで獲得、決勝も3位入賞で終え、チーム結成10年目の節目かつYOKOHAMAタイヤの100周年の節目に、3年ぶりかつGT300では史上初となる3度目のドライバーズタイトルと2011年以来2度目のチームズタイトルを獲得した。この他に年間最優秀メカニック賞「ZF Award of the Year」も受賞している。

### 2018年

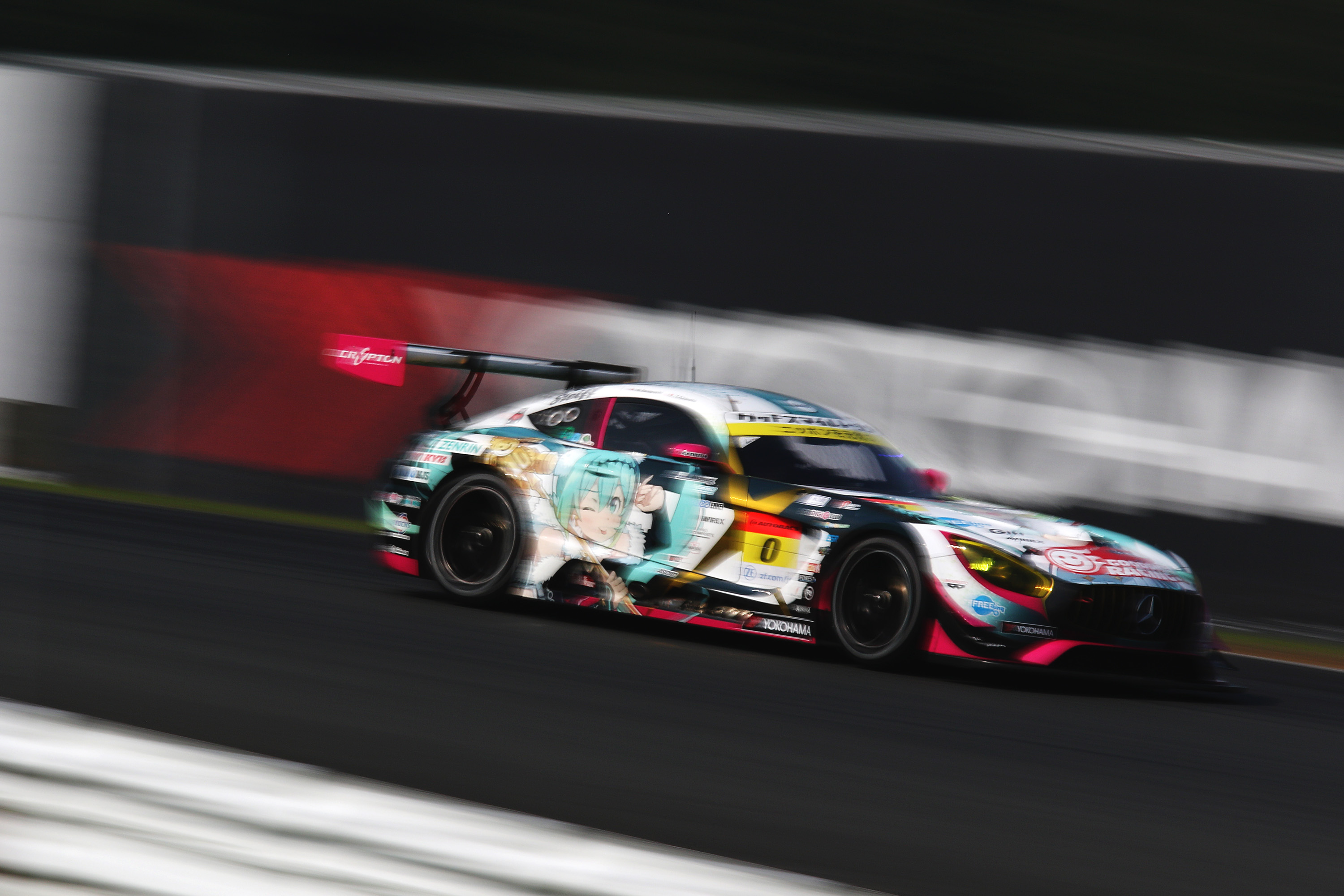
2018年のレースカー

2017年12月23日に体制発表が行われ、ドライバーやスタッフは維持しつつ、マシンは前年同様メルセデスAMG GT3を継続するが、新車を導入する。ゼッケンナンバーは、チャンピオンナンバーである「0」を使用する。レーシングミク2018ver.のイラストは、かんざきひろが担当する。
初戦の8位を皮切りに第6戦まで連続入賞、
第5戦富士での3位、鬼門と呼ばれていた菅生での第6戦で2位と2回の表彰台を獲得するも第7戦オートポリスで19位とポイントを伸ばせず、最終戦もてぎで3位表彰台を獲得するも、シーズンランキングではドライバー、チーム共に4位となり、連覇の達成はならなかった。

### 2019年
2018年12月22日に体制発表が行われ、ドライバー、スタッフ、メンテナンスガレージ等は維持し、マシンも前年同様メルセデスAMG GT3を継続使用、ゼッケンナンバーは「4」を使用する。レーシングミク2019ver.のイラストは、杏仁豆腐が担当する。レーシングミクのデザインイメージはアイドル。 初戦の岡山での8位入賞を皮切りにタイでの第4戦以外は全戦入賞を重ね、菅生での第7戦では2位表彰台を獲得する安定した成績で最終戦までチャンピオンの権利を残したものの、入賞したレースでも上位走行中のSCタイミング等で順位を落とすなどの不運が多く、大量の獲得ポイントが菅生以外無かったため最終的にはドライバーランキングで4位、チームランキングで3位の結果となった。

### 2020年
2019年12月21日に体制が発表され、ドライバー、スタッフ、タイヤ、メンテナンスガレージの変更は無く、体制を維持しての参戦となった。マシンは新車となるメルセデス・ベンツAMG GT3の2020年モデルを使用。レーシングミク2020ver.のイラストはLEN[A-7]が担当する。デザインイメージは2010年以来となるメカニック。この年は新型コロナウイルスにより開幕が遅れ、新型のAMG GT3のセットが決まらない中苦戦が強いられた。ドライバーランキング8位、チームランキング7位。

### 2021年
2020年12月18日に体制が発表され、前年の体制を維持しての参戦となった。レーシングミク2021ver.のイラストは森倉円が担当する。この年もメルセデスのBOPに苦しめられたシーズンとなった。ドライバーランキング10位、チームランキング10位。

### 2022年
2021年12月25日に体制が発表され、前年の体制を維持しての参戦となった。マシンは新車の投入となる。レーシングミク2022ver.のイラストはnecoが担当する。この年もBOPに苦しめられるが、随所に速さを見せ、第4戦富士100Lapsでは優勝目前でスローパンクチャーに見舞われノーポイントに終わったもののレースの大半を支配し、第5戦鈴鹿450kmでは2017年以来、鈴鹿サーキットではチーム初となる優勝を果たした。ドライバーランキング9位、チームランキング6位。

### 2023年
2022年11月15日に体制が発表され、前年の体制を維持しての参戦となった。2022年12月17日にレーシングミク2023ver.が発表された。イラストレーターは2020年にオムニバスアート企画としてレーシングミク2012Ver.を担当したトリダモノ。第2戦富士ではトップ快走中に縁石を踏みすぎてマシン底部を激しく当て、オイルパンを破損しリタイア、第4戦富士でもポールポジションを獲得し、雨が降ったり止んだりの難しいコンディションの中、トップを走っていたもののレインタイヤからスリックへの交換直後にスピンしノーポイントなど好レースを見せるものの結果が残らない戦いが多いシーズンとなった。ドライバーランキング14位、チームランキング12位。

### 2024年
2023年12月16日に体制が発表され、前年の体制を維持しての参戦となった。マシンは新車の投入となる。レーシングミク2024ver.のイラストはモグモが担当する。ドライバーランキング、チームランキングともに8位。

### 2025年
2024年12月14日に体制が発表され、前年の体制を維持しての参戦となった。レーシングミク2025ver.のイラストは望月けいが担当する。また、この年はスパ・フランコルシャン24時間レースおよび鈴鹿1000kmへの参戦も発表（後述）したが、スパ24時間はセパンで開催のSUPER GT第3戦と日程が重複し、谷口と片岡はスパ24時間に参戦するため、第3戦に関してはリザーブドライバーの中山友貴と奥本隼士を起用、番場琢が監督を代行する。

## SUPER GT以外のレース活動
ここでは、SUPER GT以外でグッドスマイルレーシングが関わっているレース活動について触れる。なお、グッドスマイルカンパニーがスポンサードしている事項については、グッドスマイルカンパニー#モータースポーツを参照。
マン島TTレース

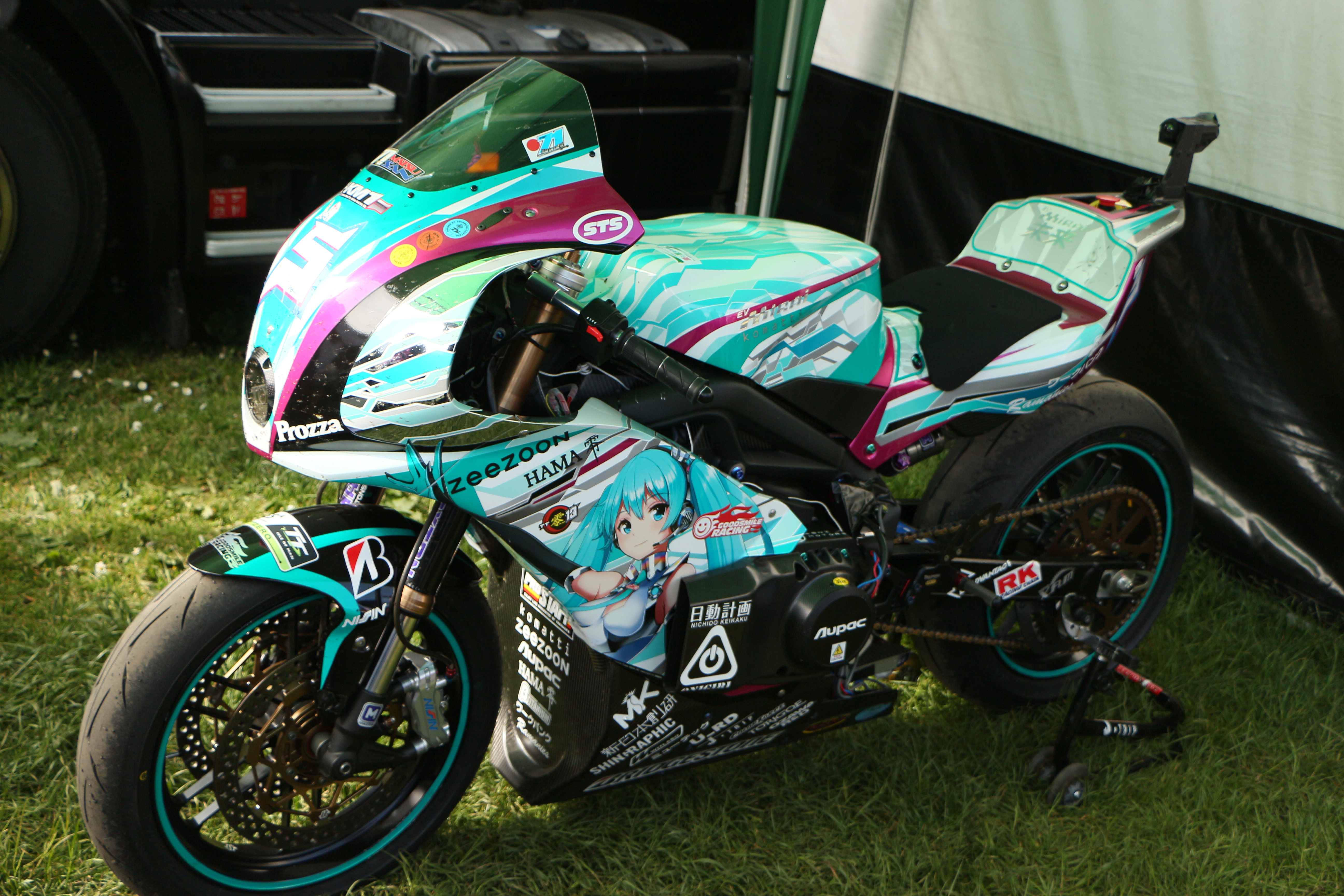
KOMATTI-MIRAI RACING

電気自動車の開発会社MIRAIによる、TT Zero Challenge（電動バイククラス）に参戦する日英共同チーム「KOMATTI-MIRAI RACING」に賛同し、車体に2013年版のレーシングミクをペイントしたバイクで参戦した。本レースでは松下ヨシナリが別クラスの予選走行中に事故死し、急遽イアン・ロッカーによる代走となったが、6位で完走した。
パイクスピーク・インターナショナル・ヒルクライム
上記のマン島TTレースで参戦したMIRAIとのコラボレーションを2014年も継続し、レースを変更してパイクスピーク・インターナショナル・ヒルクライムのエキシビションパワースポーツクラスに、2014年版のレーシングミクをペイントしたバイクで参戦する。
ニュルブルクリンク24時間レース
鈴木チーム代表が2014年のニュルブルクリンク24時間レース参加を計画していることを明らかにした。新規にチームを立ち上げるのではなく、現在のSUPER GTにおける体制をできる限り維持しつつ、BMW・Z4 GT3の開発担当チームであり、同レースへの参加経験も豊富であるシューベルトモータースポーツの協力を仰ぐ形での参戦を計画しているという。
TOYOTA GAZOO Racing 86/BRZ Race
2013年から開始されているワンメイクレースで、谷口が個人的に神戸トヨペットと組んで同社所有の86で参戦しているが、同年のJAFグランプリで行われたレジェンドカップ（このレースではグッドスマイルカンパニーが冠スポンサーとして協賛していた）において、この86（2号機）を2013年版レーシングミクのカラーリングを施して参戦（別名ミク86）。2014年シーズンは同チームの新車納車までこのカラーリングのまま参戦して一旦は2014年6月で退役したが、ミク仕様でない新車（3号機）がクラッシュに巻き込まれたことから同年9月に現役復帰し、最終的に谷口はミク86で2014年年間王者となった。2015年は当初、3号機で参戦したものの成績不振でシーズン途中から2号機ミク86に戻し、成績をあげて2年連続年間王者になった。
ブランパン耐久シリーズ
2017年4月2日、同年7月27日から7月30日に開催されるスパ・フランコルシャン24時間レースに参戦することが発表された。マシンはSUPER GT同様にメルセデスAMG GT3を使用。SUPER GTのルール上、GT300クラスで出走している車両で他のレースへの出場が認められていないため、車種は同じだがSUPER GTでの使用車輛とは別の車輛を使用し、カラーリングもSUPER GTとは別のスパ特別仕様のレーシングミクのデザインとなっている。チーム体制はエントラント代表の安藝、監督の片山、ドライバーの谷口と片岡に加え、グッドスマイルカンパニーがサポートを続けている小林可夢偉がドライバーとして加入した。予選で小林がクラッシュしたため本選出場が危ぶまれたが、緊急で代車を確保しラッピングも元が残っているのは左側ドアのみでそのほかは緊急仕様となってしまったが本選も出走。決勝では他車のアクシデントに巻き込まれて車を破損させリタイアに終わる。2018年も参戦の意欲を見せていたが、実際の参戦は見送っている。
なお、参戦発表前日の4月1日にはエイプリルフールネタとして「CATSMILE Racing & Team UKYO」のチーム名でプレスリリースを掲載していた。
2019年にはスパ24時間への再挑戦を表明。今回の参戦はプラスワンが企画・展開する「TYPE-MOON Racing」とコラボレーションし、通常用いているレーシングミクではなくFateシリーズのセイバーと遠坂凛をあしらったカラーリングとなる。参戦体制もメンテナンスはRSファインとドイツのブラックファルコンとの協働となり、ドライバーは谷口・片岡に加えて第3ドライバーとしてメルセデスAMGパフォーマンスドライバーのアダム・クリストドーロウを起用する。テストデイで片岡がドライブ中、オー・ルージュで激しくクラッシュ。使用していたマシン(2017年のSUPERGTチャンピオンマシン)は大破し、使用できなくなったが、その後のテストはジョイント先のブラックファルコン6号車が貸与されテストを継続、本番のレースにはAMGより別個体が用意される事となった。なお、このテストの際に正式なラッピングをしたマシンを見たブラックファルコンの関係者からのアートカー作製の依頼を受け、本番では4号車、6号車がそれぞれプロメア、初音ミクのカラーリングとなった。迎えた本番の予選ではクリストドーロウが好タイムをマークするも片岡、谷口共にクリアラップをうまく取ることが出来ず、総合で39位で予選を終えた。決勝ではクリストドーロウがスタートドライバーとなり雨の中猛然とプッシュ、ジョーカーピットストップも活用し、一時13番手までポジションを上げて交代、片岡、谷口は谷口のレ・コームでのスピンなどもあったが、問題なくスティントをこなし、クリストドーロウの2度目のドライブでは雨が弱くなるタイミングを見計らい、スリックで走行、レインのタイム上回るペースでラップをこなした。その後片岡に交代。この頃には路面は濡れてはいるが、雨量も減り乾きはじめていた。片岡はクリストドーロウと同様にスリックを履き、路面の乾き具合を確認しながらペースを上げていたが、超高速コーナーのブランシモンに差しかかった瞬間に強い雨が降りはじめており、その雨を認識する間もなく水に乗ってスピン、タイヤバリアに激突し、車両は大破し、10時間48分、217周回でリタイアとなった。なお、4号車プロメア号は総合3位、6号車初音ミク号はシルバークラス3位と表彰台を獲得している。
その後1度目のクラッシュを喫した車体は現地で廃車にするのではなく、日本へと輸送される行程がブログで公開されていた。ブログの記述からはショーカーとして復旧する予定があったようだが、結局復旧不能のダメージと判断された模様で、ショーカーには2016年のテストでクラッシュし、フレームにクラックが入った事から廃車とした個体に、この車から移植できる部品を移植、グラフィックは2017年SGTチャンピオンカー仕様にしたものが使われている。
2025年には6年ぶりに3度目のスパ24時間への挑戦を表明。初挑戦の2017年の時同様に初音ミクのマシンカラーリング、エントラント代表の安藝、監督の片山、ドライバーの谷口・片岡・小林の体制3人で参戦する。
サマーエンデュランス 鈴鹿10時間耐久レース / 鈴鹿1000km
2017年12月に行われた2018年の体制発表会の席上で、2018年より鈴鹿1000kmの後継として開始するGT3車両による統一戦「サマーエンデュランス 鈴鹿10時間耐久レース」に、谷口・片岡に加えて第3ドライバーに小林を起用した2017年のスパ24時間レースと同じドライバーラインアップで参戦することを発表した。マシンのカラーリングはSUPER GTのものとは異なるこのレースだけのスペシャルカラーで、2017年のスパ24時間レースと同じく日本をイメージした白地に日の丸の赤と桜のピンクをあしらったもの。マシンのメンテナンスはSUPER GTと同じくRSファインが担当。レーシングミクのイラストはTonyが担当している。さらに2018年7月29日のワンダーフェスティバル2018夏の席上にて、ドイツのメルセデスAMGが全面支援を行う実質的AMGワークス・チームの｢AMGパフォーマンスチーム｣に認定され、それに伴いチーム名が『Mercedes-AMG Team GOOD SMILE』に変更されることが発表された。日本のレーシングチームが｢AMGパフォーマンスチーム｣に認定されたのは、これが初めてである。予選では小林のタイムアタック中に他でのアクシデントで赤旗が掲示されてタイムが残せずに21番グリッドに沈む。決勝レースでは普段SUPER GTで使用するヨコハマタイヤとは特性が異なるピレリタイヤに苦労するが、谷口・片岡・小林の3名のドライバーがミスなく走行を重ね、ピットストップもほぼ完璧な形でこなした結果、アジアのレーシングチームでは最上位となるトップから1周遅れの総合5位でフィニッシュした。2019年も前年同様の体制で参戦した。日本のレーシングチームでは最上位となるトップから1周遅れの総合10位でフィニッシュとなった。
2025年に復活する鈴鹿1000kmにも、上述のスパ24時間とあわせて参戦予定で、こちらに関してもスパ同様に初音ミクのマシンカラーリング、エントラント代表の安藝、監督の片山、ドライバーの谷口・片岡・小林の3人という体制になる。
KYOJO CUP
2024年は『初音ミク KYOJOプロジェクト』としてKYOJO CUPに参戦することが発表された。片岡龍也が率いるTKRIが協力する。マシンはワンメイクマシンであるウエストレーシングカーズ製VITA-01が使用される。ドライバーはオーディションで決定され、初年度は岡本悠希が選出された。

## 戦績

### SUPER GT
| 年     | エントラント名                    | Car No. | 使用車両                        | ドライバー                                                              | クラス | 1      | 2       | 3      | 4      | 5       | 6      | 7       | 8      | 順位 | ポイント |
| ------ | --------------------------------- | ------- | ------------------------------- | ----------------------------------------------------------------------- | ------ | ------ | ------- | ------ | ------ | ------- | ------ | ------- | ------ | ---- | -------- |
| 2010年 | グッドスマイルレーシング with COX | 9       | ポルシェ・911 GT3 RSR           | 番場琢 佐々木雅弘 木下みつひろ(Rd.6)                                    | GT300  | SUZ 12 | OKA 10  | FSW 14 | SEP    |         |        |         |        | 16位 | 16       |
| 2010年 | グッドスマイルレーシング with COX | 9       | ポルシェ・911 GT3 R             | 番場琢 佐々木雅弘 木下みつひろ(Rd.6)                                    | GT300  |        |         |        |        | SUG 12  | SUZ 10 | FSW C   | TRM 9  | 16位 | 16       |
| 2011年 | GSR&Studie with TeamUKYO          | 4       | BMW・Z4 GT3                     | 谷口信輝 番場琢                                                         | GT300  | OKA 4  | FSW 5   | SEP 1  | SUG 6  | SUZ 5   | FSW 1  | AUT 9   | TRM 1  | 1位  | 111      |
| 2012年 | GSR&Studie with TeamUKYO          | 0       | BMW・Z4 GT3                     | 谷口信輝 片岡龍也                                                       | GT300  | OKA 3  | FSW 1   | SEP 12 | SUG 7  | SUZ Ret | FSW 8  | AUT 5   | TRM 4  | 4位  | 73       |
| 2012年 | GSR&Studie with TeamUKYO          | 4       | BMW・Z4 GT3                     | 番場琢 佐々木雅弘                                                       | GT300  | OKA 15 | FSW 11  | SEP 10 | SUG 11 | SUZ 7   | FSW 11 | AUT 12  | TRM 17 | 15位 | 22       |
| 2013年 | GSR&Studie with TeamUKYO          | 4       | BMW・Z4 GT3                     | 谷口信輝 片岡龍也 ヨルグ・ミューラー（Rd.5）                            | GT300  | OKA 2  | FSW 9   | SEP 6  | SUG 15 | SUZ DSQ | FSW 1  | AUT 1   | TRM 4  | 3位  | 87       |
| 2014年 | GOODSMILE RACING & TeamUKYO       | 4       | BMW・Z4 GT3                     | 谷口信輝 片岡龍也                                                       | GT300  | OKA 1  | FSW 1   | AUT 16 | SUG 15 | FSW 4   | SUZ 5  | CHA 3   | TRM 3  | 2位  | 96       |
| 2015年 | GOODSMILE RACING & TeamUKYO       | 0       | メルセデス・ベンツ・SLS AMG GT3 | 谷口信輝 片岡龍也                                                       | GT300  | OKA 5  | FSW 5   | CHA 13 | FSW 18 | SUZ 8   | SUG 16 | AUT 7   | TRM 2  | 8位  | 55       |
| 2016年 | GOODSMILE RACING & TeamUKYO       | 4       | メルセデスAMG・GT3              | 谷口信輝 片岡龍也                                                       | GT300  | OKA 2  | FSW 18  | SUG 7  | FSW 5  | SUZ 5   | CHA 8  | TRM 18  | TRM 3  | 5位  | 69       |
| 2017年 | GOODSMILE RACING & TeamUKYO       | 4       | メルセデスAMG・GT3              | 谷口信輝 片岡龍也                                                       | GT300  | OKA 1  | FSW 11  | AUT 5  | SUG 4  | FSW 2   | SUZ 19 | CHA 2   | TRM 3  | 1位  | 97       |
| 2018年 | GOODSMILE RACING & TeamUKYO       | 0       | メルセデスAMG・GT3              | 谷口信輝 片岡龍也                                                       | GT300  | OKA 8  | FSW 5   | SUZ 8  | CHA 7  | FSW 2   | SUG 3  | AUT 19  | TRM 3  | 4位  | 80       |
| 2019年 | GOODSMILE RACING & TeamUKYO       | 4       | メルセデスAMG・GT3              | 谷口信輝 片岡龍也                                                       | GT300  | OKA 8  | FSW 6   | SUZ 4  | CHA 12 | FSW 8   | AUT 4  | SUG 2   | TRM 5  | 3位  | 71.5     |
| 2020年 | GOODSMILE RACING & TeamUKYO       | 4       | メルセデスAMG・GT3 EVO          | 谷口信輝 片岡龍也                                                       | GT300  | FSW 9  | FSW 27  | FSW 8  | TRM 9  | FSW 8   | SUZ 3  | TRM 2   | FSW 15 | 7位  | 58       |
| 2021年 | GOODSMILE RACING & TeamUKYO       | 4       | メルセデスAMG・GT3 EVO          | 谷口信輝 片岡龍也                                                       | GT300  | OKA 14 | FSW 8   | SUZ 3  | TRM 5  | SUG 23  | AUT 6  | TRM Ret | FSW 4  | 10位 | 53       |
| 2022年 | GOODSMILE RACING & TeamUKYO       | 4       | メルセデスAMG・GT3 EVO          | 谷口信輝 片岡龍也                                                       | GT300  | OKA 7  | FSW 16  | SUZ 11 | FSW 13 | SUZ 1   | SUG 26 | AUT 6   | MOT 7  | 6位  | 53.5     |
| 2023年 | GOODSMILE RACING & TeamUKYO       | 4       | メルセデスAMG・GT3 EVO          | 谷口信輝 片岡龍也                                                       | GT300  | OKA 9  | FSW Ret | SUZ 18 | FSW 12 | SUZ 5   | SUG 5  | AUT 6   | MOT 11 | 12位 | 40       |
| 2024年 | GOODSMILE RACING & TeamUKYO       | 4       | メルセデスAMG・GT3 EVO          | 谷口信輝 片岡龍也                                                       | GT300  | OKA 9  | FSW 4   | SUZ 12 | FSW 2  | SUZ 10  | SUG 20 | AUT 16  | MOT 10 | 8位  | 49       |
| 2025年 | GOODSMILE RACING & TeamUKYO       | 4       | メルセデスAMG・GT3 EVO          | 谷口信輝(Rd.1-2,4-8) 片岡龍也(Rd.1-2,4-8) 中山友貴(Rd.3) 奥本隼士(Rd.3) | GT300  | OKA 4  | FSW 9   | SEP 3  | FSW    | SUZ     | SUG    | AUT     | MOT    | 2位* | 45*      |

- 太字はポールポジション、斜字はファステストラップ。(key)

### スパ24時間レース
| 年     | チーム                              | 車両                  | タイヤ | クラス  | No. | ドライバー                                 | 周回数 | 総合順位 | クラス順位 |
| ------ | ----------------------------------- | --------------------- | ------ | ------- | --- | ------------------------------------------ | ------ | -------- | ---------- |
| 2017年 | GOODSMILE RACING & TeamUKYO         | メルセデスAMG GT3     | P      | Pro Cup | 00  | 谷口信輝 片岡龍也 小林可夢偉               | 230    | NC       | NC         |
| 2019年 | GOODSMILE RACING & TYPE-MOON RACING | メルセデスAMG GT3     | P      | Pro Cup | 00  | 谷口信輝 片岡龍也 アダム・クリストドーロウ | 217    | NC       | NC         |
| 2025年 | GOODSMILE RACING                    | メルセデスAMG GT3 EVO | P      | Pro Cup | 00  | 谷口信輝 片岡龍也 小林可夢偉               | 447    | NC       | NC         |

### 鈴鹿10時間耐久レース/鈴鹿1000kmレース
| 年     | チーム                       | 車両                  | タイヤ | クラス  | No. | ドライバー                   | 周回数 | 総合順位 | クラス順位 |
| ------ | ---------------------------- | --------------------- | ------ | ------- | --- | ---------------------------- | ------ | -------- | ---------- |
| 2018年 | Mercedes-AMG Team GOOD SMILE | メルセデスAMG GT3     | P      | Pro Cup | 00  | 谷口信輝 片岡龍也 小林可夢偉 | 275    | 5位      | 5位        |
| 2019年 | Mercedes-AMG Team GOOD SMILE | メルセデスAMG GT3     | P      | Pro Cup | 00  | 谷口信輝 片岡龍也 小林可夢偉 | 274    | 10位     | 10位       |
| 2025年 | GOODSMILE RACING             | メルセデスAMG GT3 Evo | P      | Pro Cup | 00  | 谷口信輝 片岡龍也 小林可夢偉 |        |          |            |

## レーシングミクサポーターズ
グッドスマイルレーシングのレースクイーンは「レーシングミクサポーターズ」という愛称がつけられており、コスチュームもその年度に描かれたレーシングミクのものを着用している。Studie GLAD Racing時代の「ミクミクギャルズ」を継承しており、ミクミクギャルズ時代のメンバーが継続して参加、またはスタッフに転身している。このため、ここでは便宜上ミクミクギャルズ時代から記載することとする。
| 名前         | 在任年                 | 備考                                                                                      |
| ------------ | ---------------------- | ----------------------------------------------------------------------------------------- |
| 大崎莉央奈   | 2008年                 |                                                                                           |
| 美山蘭       | 2008年                 |                                                                                           |
| 佐藤陽南     | 2008年                 |                                                                                           |
| 永野ひろこ   | 2009年                 |                                                                                           |
| あつこ       | 2009年                 | 2010年・2011年はGSR広報を担当。                                                           |
| AYAMI        | 2009年 - 2011年        | 2012年・2013年はレースクイーンのコントローラーを、 2013年はニコニコ生放送での司会を担当。 |
| 立花サキ     | 2010年 - 2012年        | 2011年度『日本レースクイーン大賞』グランプリ レースクイーン・オブ・ザ・イヤー'11-'12      |
| 小越しほみ   | 2010年                 |                                                                                           |
| 蒼井晴香     | 2011年 - 2012年        | ミクサポ初の1990年代生まれ（1990年〈平成2年〉生）                                         |
| 鴻上聖奈     | 2012年 - 2014年        | ミクサポ最後の昭和生まれ（1986年〈昭和61年〉生）                                          |
| 佐藤彩奈     | 2012年                 |                                                                                           |
| 荒井つかさ   | 2013年 - 2025年        | 歴代最長の13年在任。 2015年度『日本レースクイーン大賞』グランプリ                         |
| 石黒エレナ   | 2013年                 |                                                                                           |
| 山村ケレール | 2014年 - 2017年        |                                                                                           |
| 水谷望愛     | 2014年 - 2016年        | ミクサポ最後の1980年代生まれ（1989年〈平成元年〉生）                                      |
| 熊江琉唯     | 2015年                 |                                                                                           |
| 鈴菜         | 2016年 - 2018年        |                                                                                           |
| 宮越愛恵     | 2017年 - 2021年,2025年 | 歴代2番目の5年間在任。                                                                    |
| 香月わかな   | 2018年                 |                                                                                           |
| 月愛きらら   | 2019年 - 2021年        | ミクサポ初の21世紀生まれ（2003年〈平成15年〉生）                                          |
| らいな       | 2019年                 |                                                                                           |
| 青山明日香   | 2020年 - 2021年        |                                                                                           |
| 涼雅         | 2022年 - 2023年        |                                                                                           |
| 美桜         | 2022年 - 2024年        |                                                                                           |
| 相沢菜月     | 2022年 - 2024年        |                                                                                           |
| 朝野姫羅     | 2024年 - 2025年        |                                                                                           |
| 松原杏佳     | 2025年                 |                                                                                           |
| 礼奈         | 2025年                 |                                                                                           |

なお、グッドスマイルレーシングのレースクイーン経験者ではないが、2011年から2017年まではレースクイーン出身の竹沢友美がチームマネージャーを担当していた。